# Reiko Okano
Reiko Okano (jap. 岡野 玲子, Okano Reiko, verheiratete Tezuka; * 24. Juni 1960 in Koga, Präfektur Ibaraki, Japan) ist eine japanische Manga-Zeichnerin.
Ihr erstes Werk veröffentlichte Okano 1982 mit Esther Please (エスタープリーズ, Esutā Purīzu) im Manga-Magazin Petit Flower. In diesem erschien von 1984 bis 1990 auch ihre Manga-Serie Fancy Dance (ファンシィダンス, Fanshi Dansu), durch die sie bekannt wurde. In diesem über 1600 Seiten umfassenden Comic, der 1989 unter der Regie von Masayuki Suo verfilmt wurde und für den sie den Shōgakukan-Manga-Preis gewann, geht es um einen Jugendlichen, der zwar den Zen-Tempel seines Vaters übernehmen soll, aber lieber ein modernes Leben in der Stadt führen möchte.
Während ihre bis dahin veröffentlichten Comics sich als Shōjo-Manga an eine jugendliche, weibliche Zielgruppe richteten, kreierte sie für das Magazin Big Comic Spirits von 1989 bis 1990 mit Ryōgoku Oshare Rikishi (両国花錦闘士) einen Manga für erwachsene Männer, in dessen Handlung Sumō-Ringer im Mittelpunkt stehen. Nach Patricia A. McPhillips Roman The Forgotten Beasts of Eld entstand die Serie Calling (コーリング, Kōringu), die von 1991 bis 1993 im Magazin Comic Tom veröffentlicht wurde.
Mit Onmyōji (陰陽師) zeichnete Okano für die Magazine Comic Burger und Melody von 1993 bis 2005 eine weitere Umsetzung eines Romans, diesmal nach Baku Yumemakura. Dieses Werk, das in der Heian-Zeit angesiedelt und in dem Abe no Seimei der Protagonist ist, ist mit einem Umfang von etwa 3800 Seiten ihr bislang längster Manga. Für Onmyōji wurde die Zeichnerin 2001 mit dem Osamu-Tezuka-Kulturpreis und 2006 mit dem Seiun-Preis ausgezeichnet. Die dreizehn Sammelbände des Mangas verkauften sich in Japan über fünf Millionen Mal.
Yōmi Henshō Yawa (妖魅変成夜話), das ab 1995 im Panja-Magazin und von 1999 bis 2003 beim Heibonsha-Verlag herauskam, spielt in einem daoistischen Paradies.
Okano ist mit dem Regisseur Makoto Tezuka, Osamu Tezukas Sohn, verheiratet. Ihr Werk wurde ins Französische und Italienische übersetzt.